# Baronia de Castellnou de Montsec

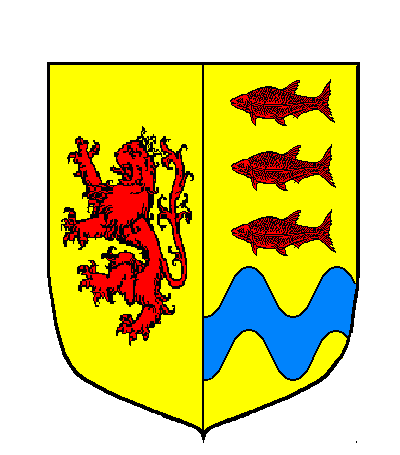
Escut dels barons de Castellnou de Montsec

La Baronia de Castellnou de Montsec és una baronia del Pallars Jussà, amb seu inicial en el poble de Castellnou de Montsec, de l'actual terme municipal de Sant Esteve de la Sarga.
El territori que comprenia l'any 1687 els llocs de Castellnou de Montsec, on tenia la seu, Beniure, Estorm i Sant Esteve de la Sarga.
No es té constància de la baronia fins a finals del segle xvi. Fou, successivament, dels Areny, senyors d'Altet i de Lluçà, dels Erill, barons de l'Albi, dels Cartellà, barons de Falgons, i dels Ardena de Sabastida (de la família dels Cartellà, i que utilitzaren també aquest cognom).

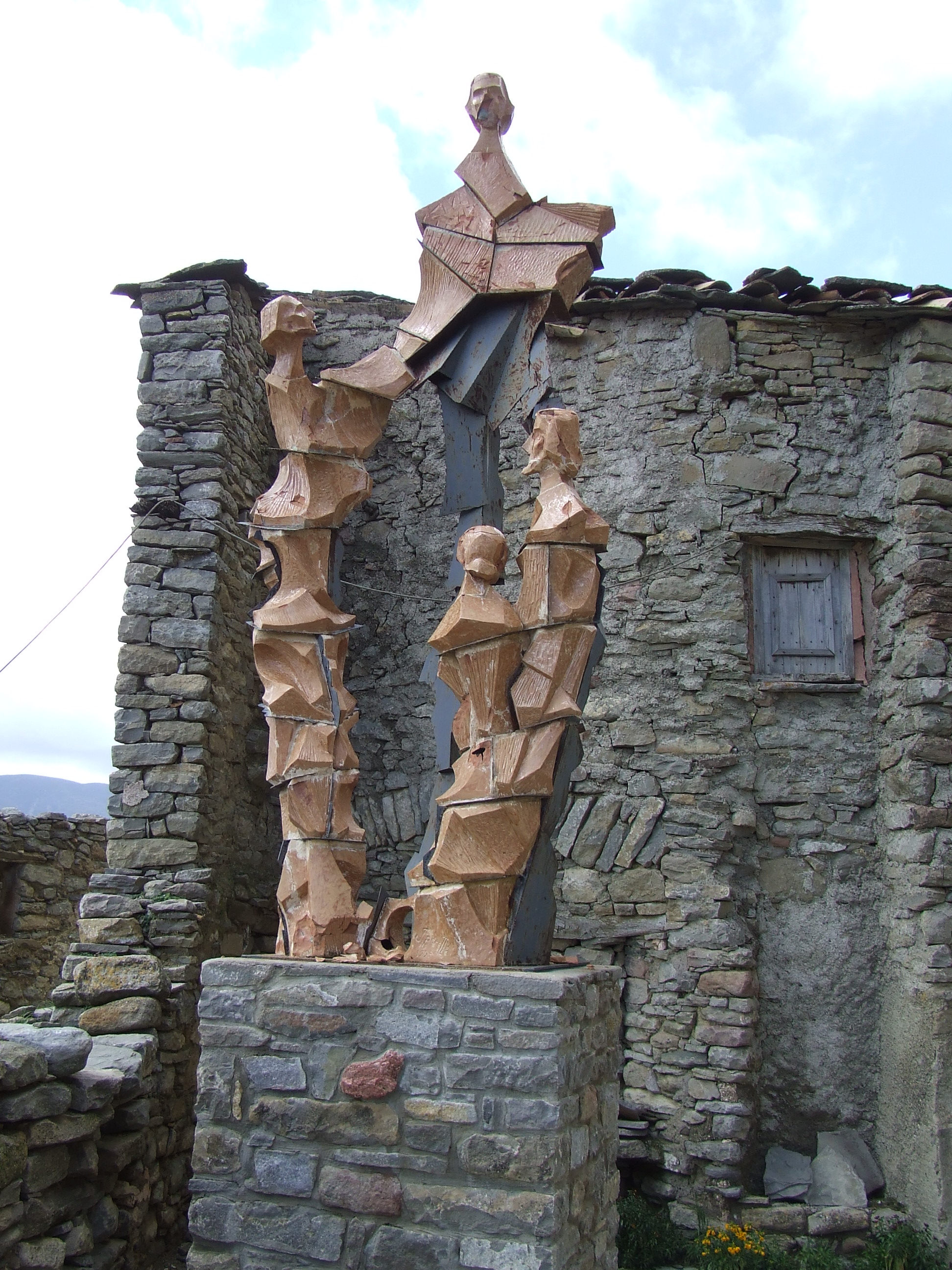
Monument a Gaspar de Portolà a Castellnou de Montsec

El 1681 fou venuda la baronia als Portolà i el 1682 Carles II de Castella el Fetillat els concedí escut d'armes. El primer Portolà que ostentà el títol de Baró de Castellnou de Montsec fou Lluís Gaspar de Portolà i Pont (o Ponts, en alguns documents). Aquest baró és enterrat a l'església de sant Esteve, a l'altar de sant Antoni de Pàdua, per disposició testamentària, tot i que morí a Balaguer.
Aquest Gaspar de Portolà era avantpassat del que seria explorador de Califòrnia, Gaspar de Portolà i de Rovira. Gaspar de Portolà era fill de Francesc de Subirà, baró, des del segle xvii, de Castellnou de Montsec. El llinatge dels Portolà tenia possessions a Àger, Balaguer i Arties (Vall d'Aran).
Després encara passà als Rubalcava i als Vilallonga-Babau (que també utilitzaren el cognom Portolà). Fou reconeguda com a títol del regne el 1801.
En l'actualitat està vacant, i ha estat sol·licitada per Don Jacinto Antonio del Castillo y Acuña.